# Оупескваєк 21B
Оупескваєк 21B (англ. Opaskwayak Cree Nation 21B) — індіанська резервація в Канаді, у провінції Манітоба, у межах невключеної частини переписної області №21.

## Населення
За даними перепису 2016 року, індіанська резервація нараховувала 39 осіб, показавши зростання на 21,9%, порівняно з 2011-м роком. Середня густина населення становила 29,8 осіб/км².

## Клімат
Середня річна температура становить 0,1°C, середня максимальна – 21,2°C, а середня мінімальна – -27,1°C. Середня річна кількість опадів – 439 мм.
| Клімат поселення                              | Клімат поселення | Клімат поселення | Клімат поселення | Клімат поселення | Клімат поселення | Клімат поселення | Клімат поселення | Клімат поселення | Клімат поселення | Клімат поселення | Клімат поселення | Клімат поселення | Клімат поселення |
| Показник                                      | Січ.             | Лют.             | Бер.             | Квіт.            | Трав.            | Черв.            | Лип.             | Серп.            | Вер.             | Жовт.            | Лист.            | Груд.            |                  |
| Середній максимум, °C                         | −14,77           | −10,13           | −2,94            | 7,26             | 15,29            | 21,11            | 21,23            | 20,17            | 13,90            | 6,96             | −3,79            | −13,58           |                  |
| Середня температура, °C                       | −20,95           | −16,31           | −9,13            | 1,10             | 9,09             | 14,93            | 17,54            | 16,50            | 10,22            | 3,30             | −7,46            | −17,24           |                  |
| Середній мінімум, °C                          | −27,14           | −22,5            | −15,32           | −5,1             | 2,91             | 8,74             | 13,88            | 12,83            | 6,56             | −0,39            | −11,13           | −20,9            |                  |
| Норма опадів, мм                              | 15               | 12               | 17               | 27               | 39               | 72               | 68               | 61               | 52               | 38               | 20               | 18               |                  |
| Середньомісячна швидкість вітру, м/с          | 3.30             | 3.30             | 3.40             | 3.60             | 3.60             | 3.50             | 3.30             | 3.30             | 3.60             | 3.70             | 3.50             | 3.30             |                  |
| Середньомісячна сонячна радіація, кДж/м²·день | 3339             | 6831             | 12388            | 17453            | 20653            | 21621            | 21042            | 17424            | 11448            | 6492             | 3363             | 2428             |                  |
| --------------------------------------------- | ---------------- | ---------------- | ---------------- | ---------------- | ---------------- | ---------------- | ---------------- | ---------------- | ---------------- | ---------------- | ---------------- | ---------------- | ---------------- |
| Джерело:                                      |                  |                  |                  |                  |                  |                  |                  |                  |                  |                  |                  |                  |                  |